# 2006年飓风埃内斯托
飓风埃内斯托（英語：Hurricane Ernesto）是2006年大西洋飓风季形成的第5场热带风暴和首场飓风，也是该季造成损失最惨重的热带气旋。

## 气象历史
8月18日，一股东风波离开非洲西海岸向西移动，其对流从8月22日开始组织并集中。

### 加勒比地区

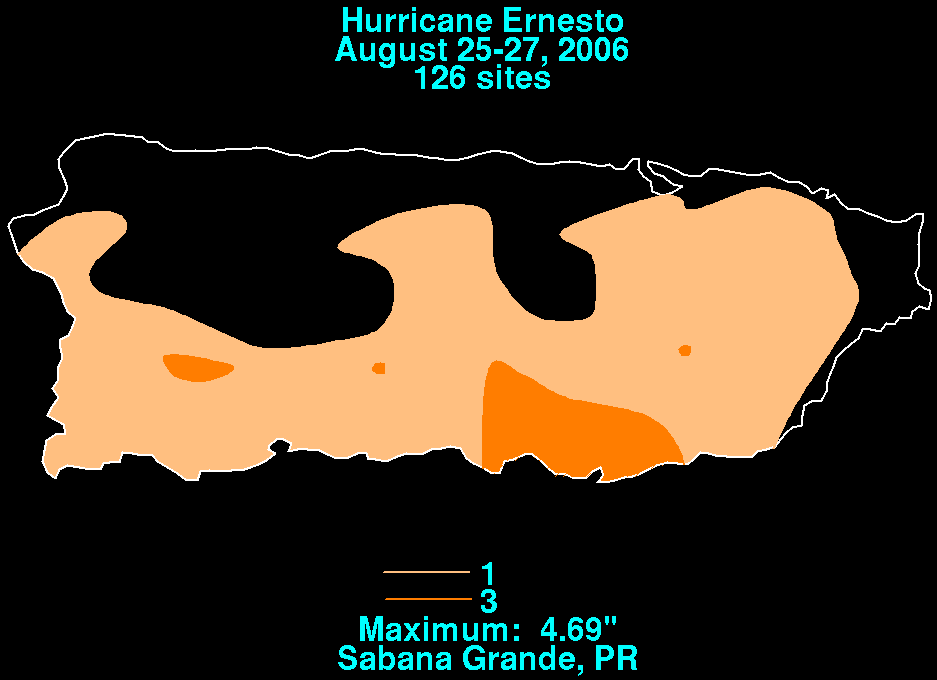
埃内斯托在波多黎各的降水分布

### 美国东南部

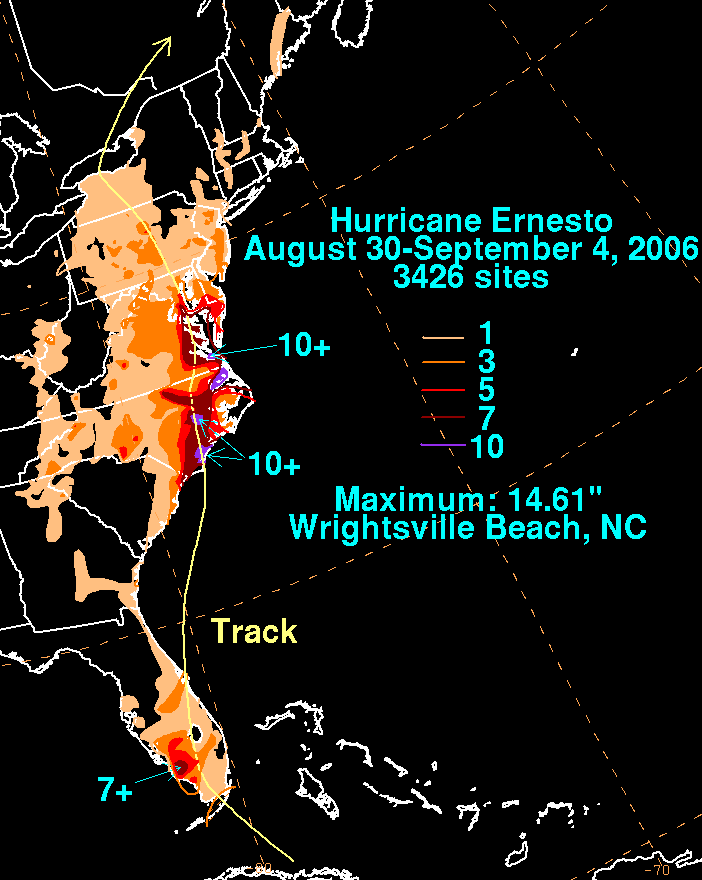
埃内斯托在美国的降水分布